# 7856 Вікторбиков
7856 Вікторбиков (7856 Viktorbykov) — астероїд головного поясу, відкритий 1 листопада 1975 року.
Тіссеранів параметр щодо Юпітера — 3,172.